# NGC 5441
NGC 5441 (другие обозначения — MCG 6-31-53, KUG 1401+349, PGC 50057) — спиральная галактика (Sc) в созвездии Гончие Псы.
Этот объект входит в число перечисленных в оригинальной редакции «Нового общего каталога».